# Limburgse Successieoorlog
De Limburgse Successieoorlog, ook in meervoud Limburgse Successieoorlogen genoemd, was een serie van conflicten tussen 1283 en 1288.

## Voorgeschiedenis
De aanleiding voor de Limburgse successieoorlog was het overlijden in 1279 van zowel hertog Walram IV van Limburg, een broer van Adolf IV van Berg, alsook zijn dochter Irmgard van Limburg in 1283. Walram IV had geen mannelijke nakomelingen en ook zijn dochter had geen nakomelingen. Haar echtgenoot, graaf Reinoud I van Gelre, die namens zijn vrouw sinds 1280 het land had bestuurd, zag zichzelf als erfgenaam, maar dat gold ook voor Adolf van Berg als broer van wijlen Walram van Limburg. Deze had echter geen militaire macht om zijn aanspraken te laten gelden, en verkocht zijn rechten aan hertog Jan I van Brabant. Hertog Jan wilde de handelsweg van Brugge via Antwerpen en Luik tot Keulen beheersen, omdat de Brabantse steden daar economisch van profiteerden; omdat deze handelsweg deels door Limburg liep, wilde Jan het hertogdom graag erven.

## Alliantievorming
Aartsbisschop Siegfried van Westerburg van Keur-Keulen, een aartsvijand van het hertogdom Brabant, koos al in 1283 de kant van het graafschap Gelre. Zij werden nog versterkt door andere teleurgestelde erfgenamen, zoals de graaf van Luxemburg en de heer van Valkenburg. Ook de Utrechtse elect Jan van Nassau schaarde zich in het Gelderse kamp. Anderzijds sloot graaf Floris V van Holland zich aan bij Brabant in ruil voor de opheffing van de Brabantse leenheerlijkheid op een deel van Zuid-Holland. Gwijde van Dampierre en zijn broer Jan van Avesnes, die in 1254 de Vlaams-Henegouwse Successieoorlog beëindigden door het graafschap Vlaanderen respectievelijk het graafschap Henegouwen in bezit te nemen, werden als scheidsrechters aangesteld; zij kenden in 1284 het vruchtgebruik van Limburg aan Reinoud van Gelre toe. Hoewel Jan van Brabant en Floris van Holland schoonzoons van Gwijde waren, koos de Vlaamse graaf toch feitelijk de Gelderse kant. In 1286 huwelijkte hij bovendien zijn dochter Margaretha van Dampierre (1272-1331) uit aan graaf Reinoud en niet aan hertog Jan, die een jaar eerder weduwnaar was geworden van Margaretha van Dampierre (ca. 1251-1285), een eerdere dochter van Gwijde. Uiteindelijk sloten het Hertogdom Gulik en het Graafschap Kleef zich in 1287 bij het Brabantse kamp aan.

## Verloop
De oorlog werd gekenmerkt door kleinschalige gevechten die vooral gingen om plunderingen en weinig terreinwinst opleverden (zoals de Gelderse verwoesting van het Brabantse Tiel in 1286), wisselende allianties, geheime onderhandelingen met beloften en eden, en mislukte bemiddelingspogingen van onder meer de koningen van Frankrijk en Engeland. In de eerste fase van de oorlog werd vooral strijd geleverd (en geplunderd) rondom de burcht van Limburg (in Limburg aan de Vesder), Maastricht en Aken. Maastricht was van belang omdat zich daar de enige brug over de Maas in de verre omtrek bevond. De oude, mogelijk nog Romeinse brug was in 1275 ingestort en de nieuwe, iets verderop gelegen, was pas in 1298 gereed, dus dat zal nog een extra probleem hebben opgeleverd voor de vele troepenverplaatsingen in deze periode. Aken was als kroningsstad van de Duitse koningen belangrijk, vooral voor de Keulse aartsbisschop, die vanouds het kroningsrecht bezat. Wie Aken bezat kon meebepalen wie gekroond werd.
De beslissende gebeurtenis werd uiteindelijk de Slag bij Woeringen op 5 juni 1288. Deze geschiedde toen de Brabantse hertog Jan het Keulse kasteel Woeringen belegerde om zo de vandaaruit geheven Keulse tol op de Rijn te stoppen. Tijdens die belegering vielen Keulen en zijn bondgenoten de Brabantse alliantie aan. De slag werd een Brabantse overwinning en de graaf van Gelre werd door de Brabanders krijgsgevangene gemaakt. Op 15 oktober 1289 kwam een vrede tot stand door bemiddeling van de Franse koning Filips de Schone. Reinoud van Gelre zou in ruil voor zijn vrijlating de Brabantse aanspraken op Limburg erkennen. Het hertogdom Limburg kwam zo in het bezit van de hertog van Brabant.
Miniaturen uit de Brabantsche Yeesten, KBR, ms. IV 684 (begin 15e eeuw)

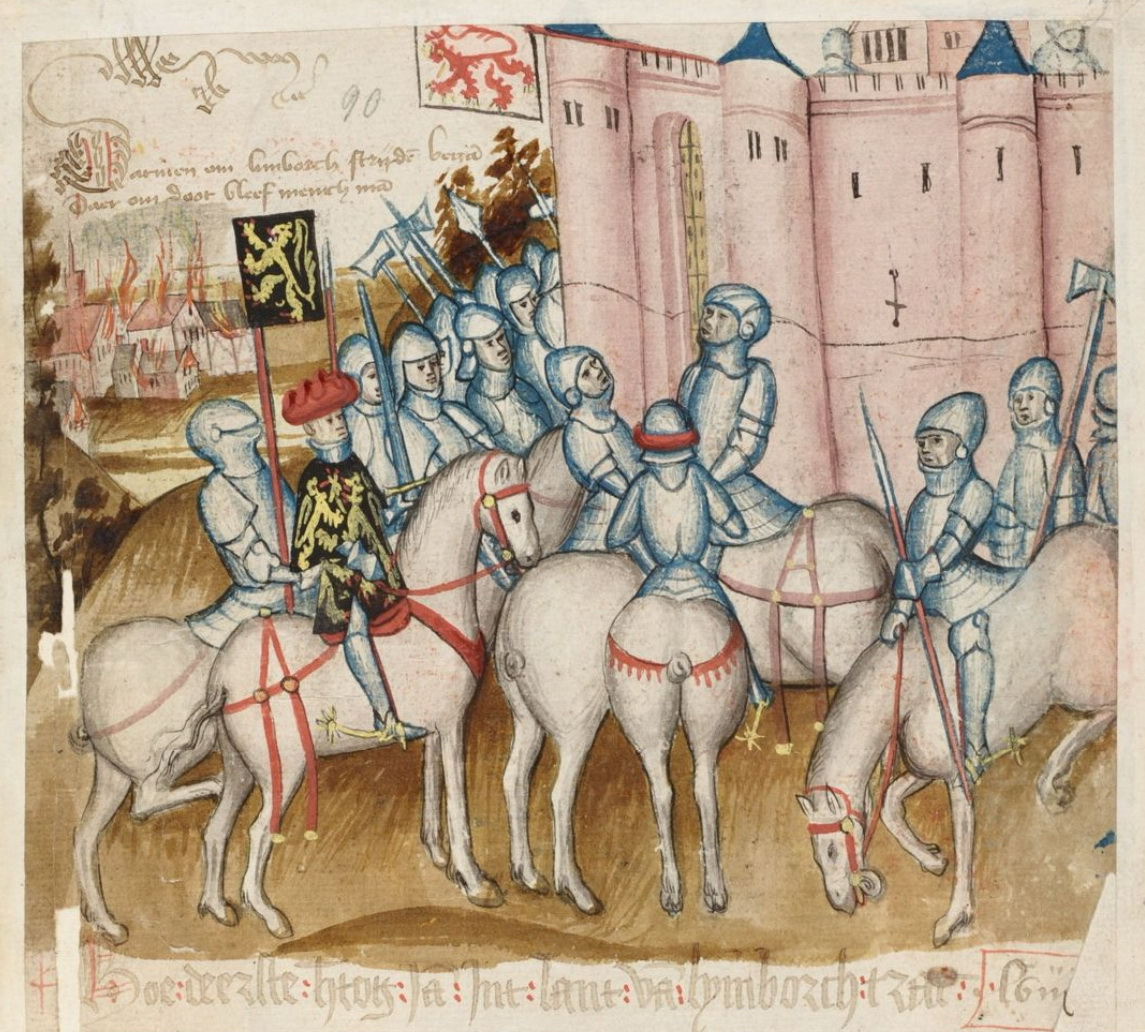
Brabantse troepen belegeren de burcht van Limburg en brandschatten dorpen in de omgeving
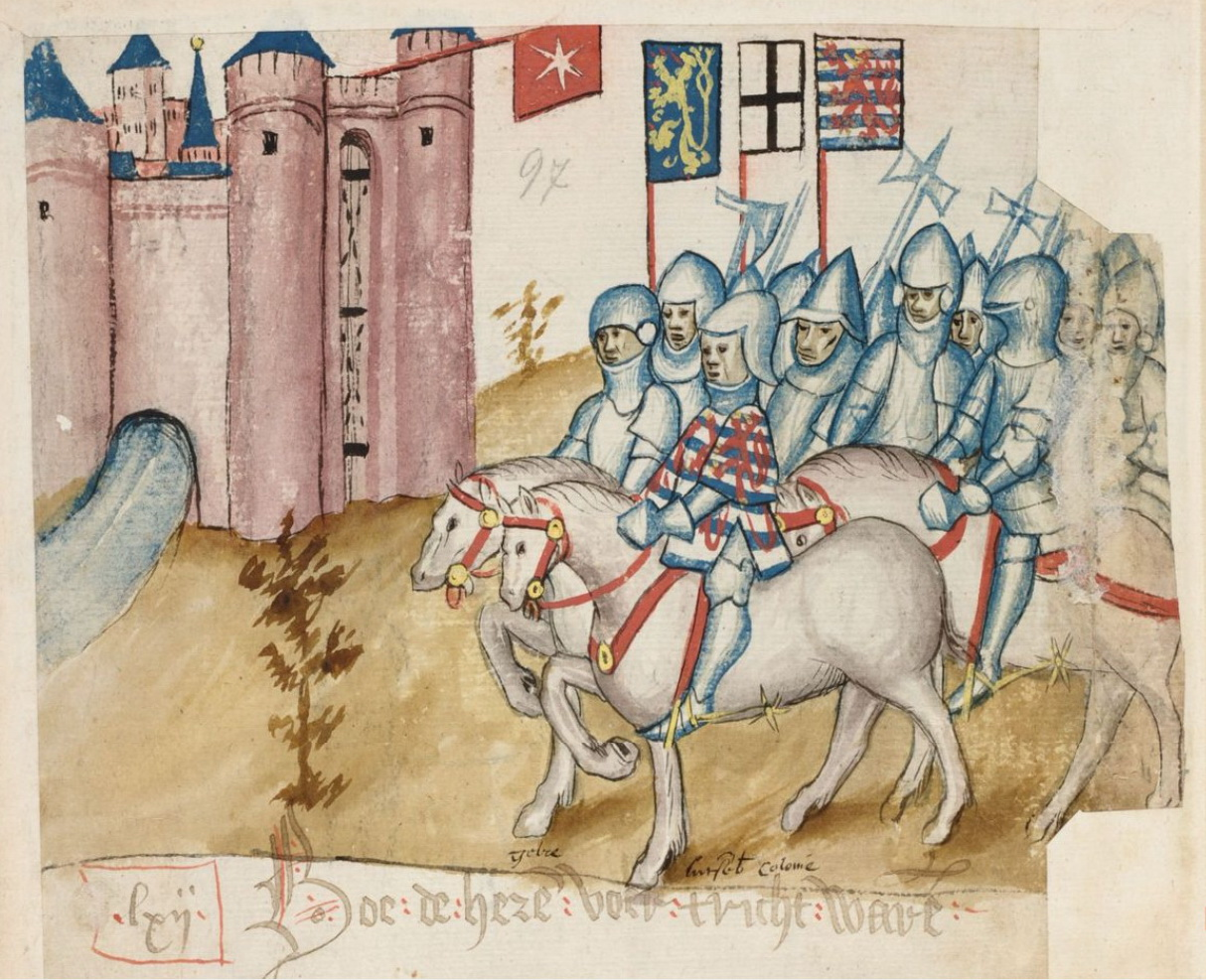
Gelderse, Keur-Keulse en Luxemburgse troepen voor de poorten van Maastricht
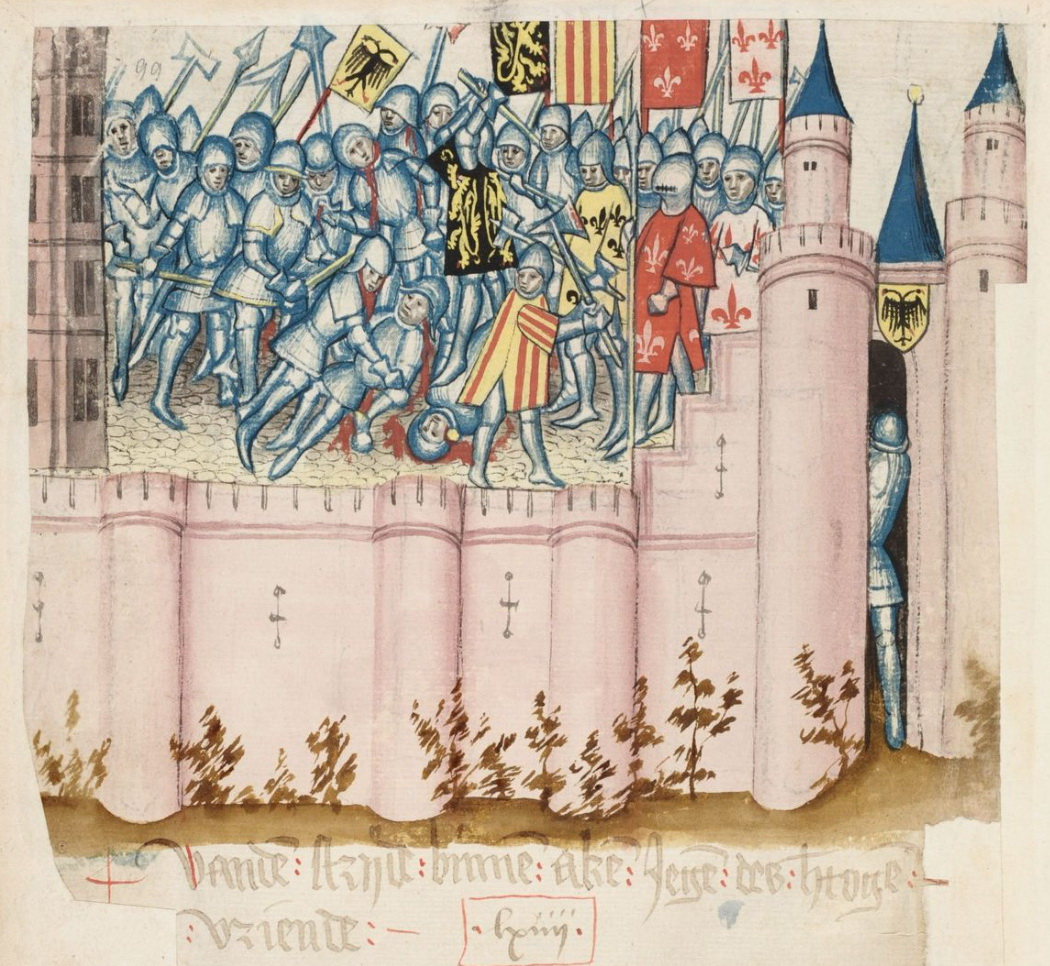
Schermutselingen met onder andere Brabanders binnen de stadsmuren van Aken
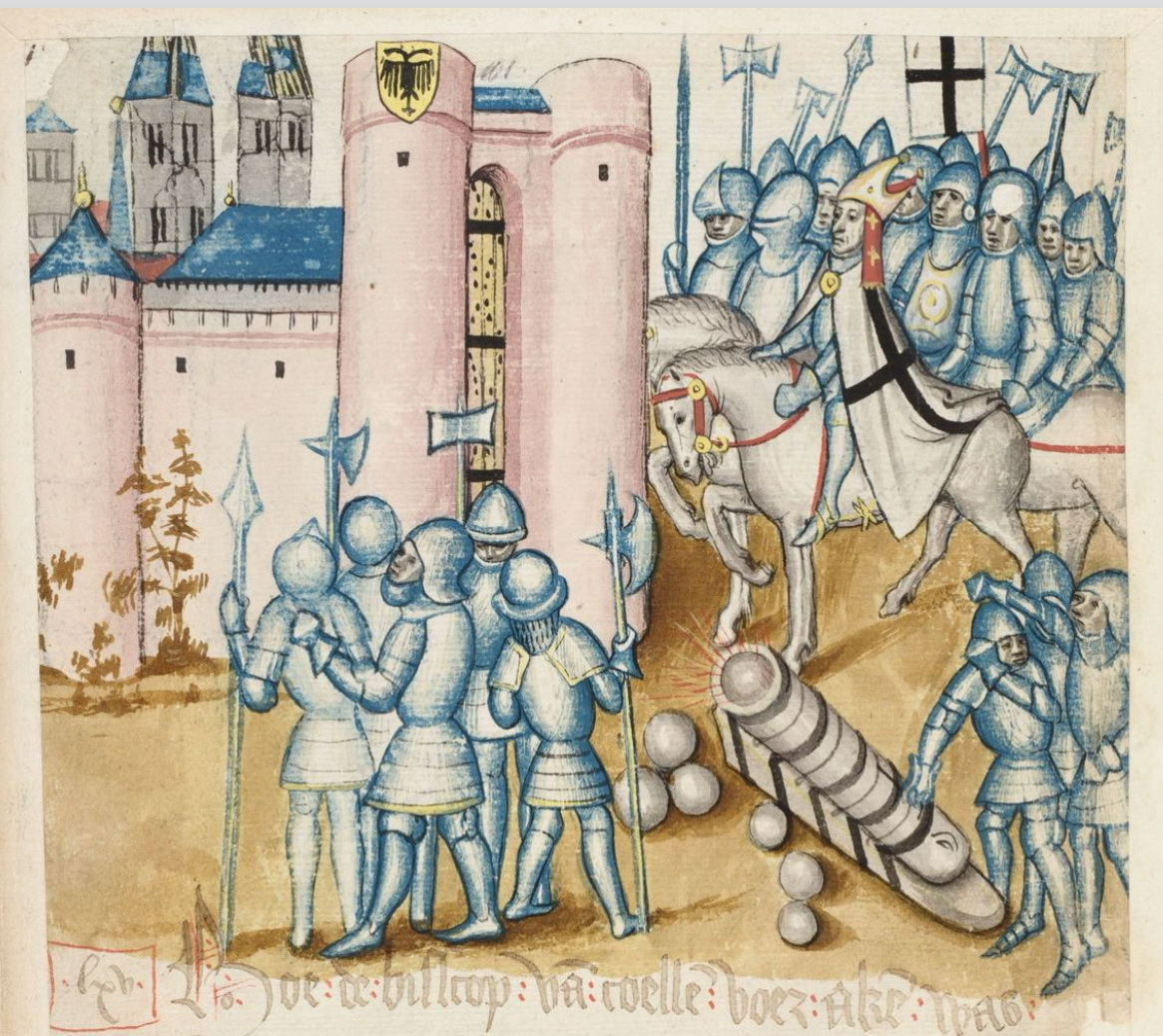
Aken belegerd door de keurvorst van Keulen